# Intelligent Music Project
Intelligent Music Project é um supergrupo búlgaro fundado em 2012 pelo empresário búlgaro Milen Vrabevski, que vai representar a Bulgária no Festival Eurovisão da Canção 2022 com a música "Intention".

## Discografia

### Álbuns
- The Power of Mind (2012)
- My Kind o' Lovin (2014)
- Touching the Divine (2015)
- Sorcery Inside (2018)
- Life Motion (2020)
- The Creation (2021)

### Singles
- "Every Time" (2020)
- "I Know" (2020)
- "Listen" (2021)
- "Sometimes & Yesterdays That Mattered" (2021)
- "Intention" (2021)